# Delete (C++)

delete — ключевое слово языка программирования C++, которое было изначально введено в стандарт для осуществления освобождения памяти, выделенной оператором new. В модернизированном стандарте C++11 ключевому слову delete была также отведена роль спецификатора доступа к специальным функциям-членам классов, который запрещает их использование.

## Операция управление памятью
В языке программирования C++ оператор delete возвращает память, выделенную оператором new, обратно в кучу. Вызов delete должен происходить для каждого вызова new, чтобы избежать утечки памяти. После вызова delete объект, указывающий на этот участок памяти, становится некорректным и не должен больше использоваться. Многие программисты присваивают 0 (нуль-указатель) указателям после использования delete, чтобы минимизировать количество ошибок программирования. Удаление нуль-указателя фактически не имеет эффекта, так что нет необходимости проверять указатель на равенство 0 перед вызовом delete (такая проверка входит в алгоритм оператора delete).
Фрагмент кода в качестве примера:
```
int
 
*
p_var
 
=
 
nullptr
;
  
// объявление нового указателя

p_var
 
=
 
new
 
int
;
       
// память динамически выделяется

 

/* .......

остальной код

........*/

delete
 
p_var
;
          
// память освобождается

p_var
 
=
 
nullptr
;
       
// указатель заменяется на нуль-указатель

```

Массивы, созданные (выделенные) при помощи new [], аналогичным образом могут быть уничтожены (освобождены) при помощи delete []:
```
int
 
size
 
=
 
10
;

int
 
*
p_var
 
=
 
nullptr
;
  
// объявление нового указателя

p_var
 
=
 
new
 
int
 
[
size
];
// память динамически выделяется

/* .......

остальной код

........*/

delete
 
[]
 
p_var
;
       
// память освобождается

p_var
 
=
 
nullptr
;
       
// указатель заменяется на нуль-указатель

```

Вызов delete[] для массива объектов приведет к вызову деструктора для каждого объекта перед освобождением памяти, выделенной под массив.
С развитием языка C++ и стандартизацией технологии RAII в современных программных продуктах использование ручного выделения памяти с помощью операций new и delete не рекомендуется.

## Спецификатор доступа
В стандарте языка C++11 контекст использования ключевого слова delete расширился и оно стало применяться не только как операция в связке с операцией new, но и как спецификатор наряду с ключевым словом default. В этой роли функцией спецификатора delete стало явное ограничение доступа к специальным методам классов (конструкторам, деструкторам, конструкторам перемещения, операторам присваивания и т. п.) Спецификатор default аналогичным образом позволяет указать тот метод класса, который компилятору предписывается использовать по умолчанию.